# Distant Thunder
Pour plus de détails, voir Fiche technique et Distribution.
Distant Thunder est un film américain réalisé par Rick Rosenthal, sorti en 1988.

## Synopsis
Un vétéran de la guerre du Vietnâm abandonne femme et enfant après être revenu aux Etats-Unis. Dix ans après, il vit comme un animal dans une forêt. Lorsqu'il reprend contact avec son fils, il réalise qu'il a causé de graves dommages dans sa famille.

## Fiche technique
- Titre : Distant Thunder
- Réalisation : Rick Rosenthal
- Scénario : Robert Stitzel et Deedee Wehle
- Photographie : Ralf D. Bode
- Montage : Dennis Virkler
- Musique : Maurice Jarre
- Société de production : Paramount Pictures, Columbia Pictures
- Pays d'origine : États-Unis
- Genre : drame
- Date de sortie : 1988

## Distribution
- Ralph Macchio : Jack Lambert
- John Lithgow : Mark Lambert
- Kerrie Keane : Char
- Reb Brown : Harvey Nitz
- Janet Margolin : Barbara Lambert
- Denis Arndt : Larry
- Jamey Sheridan : Moss
- Tom Bower : Louis
- Michael Currie (en) : Coach Swabey
- Robyn Stevan (en) : Holly
- Gordon Currie : Billy Watson
- Kate Robbins (en) : la serveuse